# Bengt Hagberg
Bengt Arthur Hagberg (* 9. August 1923 in Göteborg; † 12. April 2015) war ein schwedischer Neuropädiater an der Universität Göteborg. Er gilt als Nestor der Neuropädiatrie in Schweden und als einer der Pioniere des Faches in Europa. Darüber hinaus ist er vor allem für seine Arbeiten zu den Ursachen und der Behandlung des Rett-Syndroms bekannt.

## Leben und Wirken
Hagberg besuchte in Stockholm die Schule und studierte an der Universität Uppsala Medizin. Als junger Mann war er erfolgreicher Sprinter und gehörte zur schwedischen Leichtathletik-Nationalmannschaft. In seiner Facharztausbildung konzentrierte er sich auf Kinder mit neurologischen Störungen. 1956 wurde er an der Universität Uppsala Dozent für Kinderheilkunde und 1969 erhielt er dort die erste Professur für Kinderneurologie in Schweden. 1971 wechselte er an die Universität Göteborg, wo er bis zu seiner Emeritierung 1990 verblieb. Hagberg war viele Jahre weiter wissenschaftlich aktiv. Seine jüngste Arbeit, die in der Datenbank Scopus dokumentiert ist, stammt aus dem Jahr 2011. Er veröffentlichte insgesamt mehr als 400 wissenschaftliche Arbeiten und hat einen h-Index von 55 (Stand Oktober 2024).
Hagberg befasste sich wissenschaftlich mit einer breiten Auswahl von neurologischen Erkrankungen des Kindesalters, darunter Stoffwechselerkrankungen und neurodegenerative Erkrankungen wie Leukodystrophien und Gangliosidosen oder zuletzt CDG-Syndrome. Neben biochemischen und neuropathologischen Erkenntnissen trugen Hagberg und Mitarbeiter auch zur Epidemiologie verschiedener Erkrankungen bei. Er beschrieb und benannte 1983 das Rett-Syndrom. Auch machte Hagberg sich um die wissenschaftliche Selbstorganisation der Neuropädiatrie und die systematische Rehabilitation von Kindern mit Behinderungen in Schweden verdient. Bengt Hagberg war mit der Epidemiologien Gudrun Hagberg verheiratet, mit der er regelmäßig Arbeiten, unter anderem zur infantilen Zerebralparese, veröffentlichte. Das Paar hatte fünf Kinder. Er gilt als der erste in Europa, der sich Anfang der 1970er Jahre mit der Epidemiologie davon befasste, was später Aufmerksamkeitsdefizit-/Hyperaktivitätsstörung genannt wurde.

## Auszeichnungen (Auswahl)
- 1988 Folke Bernadotte Prize
- 1989 Segawa Prize
- 1993 Hower Prize der American Society of Child Neurology
- 1994 Rosen von Rosenstein Prize
- 1994 Cornelia de Lange Prize
- 1997 Jacob-Henle-Medaille[2]
- 2000 Peter-Becker-Preis[3] (heute Ehrenpreis)[4] der Gesellschaft für Neuropädiatrie
- 2005 Ehrenmitglied der European Pediatric Neurology Society